# May Beatty
May Beatty, née le 4 juin 1880 à Christchurch en Nouvelle-Zélande et morte le 1er avril 1945  à Covina, en Californie, est une actrice de théâtre et de cinéma néo-zélandaise.

## Biographie
Elle commence à jouer aux États-Unis à partir de 1925, d'abord dans des films muets. N'étant pas sous contrat avec une compagnie, elle tient, jusqu'en 1943, de petits rôles dans plus de soixante films, chez RKO Pictures, Universal, Warner Bros., MGM, Paramount et Twentieth Century Fox.

## Filmographie partielle
- 1930 : Ex-Flame, de Victor Halperin : Lady Harriett
- 1930 : The Benson Murder Case, de Frank Tuttle : Mrs Paula Banning
- 1932 : The Man Called Back (en), de Robert Florey : Mrs Lucy Sanderson
- 1932 : Vanity Street, de Nick Grinde : Mrs Dantry
- 1933 : Horseplay, d'Edward Sedgwick : La duchesse
- 1933 : Haute Société (Our Betters), de George Cukor
- 1933 : Rainbow Over Broadway, de Richard Thorpe : Queenie
- 1933 : Love Is Dangerous, de Richard Thorpe : Gloria
- 1934 : Fascination (Glamour), de William Wyler : une journaliste
- 1935 : The Mystery of Edwin Drood, de Stuart Walker : deuxième bavarde
- 1935 : Becky Sharp, de Rouben Mamoulian : Briggs
- 1935 : Les Mains d'Orlac (Mad Love), de Karl Freund : Françoise, femme de charge du docteur Gogol
- 1935 : Here Comes the Band, de Paul Sloane : Miss Doyle
- 1935 : Le Marquis de Saint-Évremont (A Tale of Two Cities), de Jack Conway : une aristocrate
- 1935 : The Girl Who Came Back (en) de Charles Lamont : tantine
- 1935 : La Veuve de Monte-Carlo, de Arthur Greville Collins : une douairière
- 1935 : Night Life of the Gods, de Lowell Sherman : Mrs Betts
- 1935 : Sylvia Scarlett, de George Cukor : une vieille passagère
- 1936 : Le Rayon invisible (The Invisible Ray), de Lambert Hillyer : Mme Legrand
- 1936 : Le Petit Lord Fauntleroy (Little Lord Fauntleroy), de John Cromwell : Mrs Mellon
- 1936 : Une certaine jeune fille (Private Number), de Roy Del Ruth: Grand-mère Gammon
- 1936 : The White Angel, de William Dieterle : une infirmière
- 1936 : Show Boat, de James Whale : Mrs O'Brien
- 1936 : Le Pacte (Lloyd's of London), de Henry King : Lady Markham
- 1936 : Four Days' Wonder, de Sidney Salkow : Mrs Parracot
- 1937 : She Loved a Fireman, de John Farrow : Mrs Michaels
- 1938 : I Am a Criminal, de William Nigh : Maggie
- 1938 : Le Roi des gueux (If I Were King), de Frank Lloyd : Anna
- 1939 : Nous ne sommes pas seuls (We Are Not Alone), d'Edmund Goulding  : Mrs Patterson
- 1939 : Pacific Express (Union Pacific), de Cecil B. DeMille : Mrs Hogan
- 1939 : Les Aventures de Sherlock Holmes  (The Adventures of Sherlock Holmes) , d'Alfred L. Werker : Mrs Jameson
- 1939 : Femmes (The Women), de George Cukor : une grosse femme
- 1939 : Divorcé malgré lui (Eternally Yours), de Tay Garnett : une douairière
- 1940 : Orgueil et Préjugés (Pride and Prejudice), de Robert Z. Leonard : Mrs Philips
- 1940 : Queen of the Mob, de James Hogan : Ellen
- 1940 : My Son, My Son !, de Charles Vidor : Annie
- 1941 : Dressed to Kill, d'Eugene Forde : Phyllis Lanthrop
- 1941 : Qui a tué Vicky Lynn ? (I Wake Up Screaming), de H. Bruce Humberstone : Mrs Handel
- 1942 : Âmes rebelles (This Above All), d'Anatole Litvak : une cliente du salon de thé
- 1943 : Et la vie recommence (Forever and a Day), film collectif : une cuisinière londonienne
- 1943 : La Boule de cristal (The Crystal Ball), d'Elliott Nugent  : une douairière
- 1943 : Fidèle Lassie (Lassie Come Home), de Fred M. Wilcox : une grosse femme